# Entitet
Entitet (fra latin ens, «det som er», afledt af esse, «være») er i filosofien et begreb for noget som har eksistens, et ontologisk samlebegreb som betegnelse for alt eksisterende uanset om det er levende, ikke-levende, tanke eller fiktion. Således er genstande (incl. apparat), egenskaber, processer, idéer, teorier, territorier osv. entiteter. En del af en enhed, som er selvstændig fungerende, er også en entitet.
Traditionelt betegner udtrykket et eller andets uspecificerede væren, blot dette at der er tale om eksistens af et eller andet (at-hed, ty. Dassheit), i modsætning til en specificeret væren, en "hvad-hed": hvad er det væsentlige ved dette eksisterende, hvortil det latinske quidditas (ty. Washeit) kan anvendes. Om Duns Scotus' "dette-her-hed" bruges det latinske udtryk haeccietas (ty. Diesheit)
I betydningen "skabning" bruges ordet entitet meget ofte om overnaturlige væsner, for eksempel i Erwin Neutzsky-Wulffs bøger om det overnaturlige, jævnfør også en filmtitel som The Entity.